# Río Labá
El río Labá (en ruso: Лаба´; en adigué y cabardiano: Лабэжъ) es un río de la Rusia europea meridional (República de Adiguesia y Krai de Krasnodar), en el Cáucaso Norte, afluente por la izquierda del río Kubán. 

## Curso
Nace en las vertientes noroccidentales del Gran Cáucaso de la confluencia de dos ríos constituyentes, el Bolshaya Labá y el Málaya Labá, discurriendo principalmente en dirección septentrional, y girando paulatinamente hacia el noroeste y el oeste para acabar uniéndose al Kubán en su curso medio cerca de Ust-Labinsk. Los principales afluentes son el Chamlyk por la derecha, y el Fars por la izquierda. Si contamos en la longitud del río la de su constituyente el Bolshaya Labá, la longitud es de 347 km.
En el río se forma hielo, normalmente, de fines de diciembre a fines de febrero-inicios de marzo.
Además de Ust-Labinsk en la desembocadura, otra ciudad de relevancia a su paso es Labinsk.